# Споменик природе Платан код Милошевог конака
Платан код Милошевог конака (лат. Platanus acerifolia) је споменик природе ботаничког карактера који се налази у Топчидеру испред Милошевог конака. Смештен је на градској општини Савски венац у Београду. Платан се одликује великим обимом стабла и разгранатом крошњом. Стар је око 200 година, а сматра се да је посађен током изградње Милошевог конака у XIX веку, тачније око 1830. године.
Висина стабла је 34 метра и гране су подупрте са 17 металних стубова које их држе и спречавају савијање и ломљење. Распон круне дрвета је 49 метара. Површина сенке коју прави платан је 1.885 м². Године 1979. дрво је заштићено законом, као споменик природе ботаничког карактера III категорије. ЈКП „Зеленило Београд“ је старатељ над овим спомеником. Простор заштите има површину од 18 ари и 85 м².

## Основне карактеристике
Стабло платана код Милошевог конака је једно од најлепших и највећих у Европи. 
Тачна старост стабла се не зна, али је сигурно да је засађено у време настанка Топчидерског парка и изградње Милошевог конака. Према предању, своје невероватне димензије стабло је достигло захваљујући томе што је засађено у бившој кречани.
| Висина стабла                 | 34 м.   |
| Висина дебла до развођа грана | 1,6 м.  |
| Пречник на висини 1, 30 м.    | 2,34 м. |
| Обим на висини 1, 30 м.       | 7,35 м. |
| Распон круне                  | 49 м.   |

## Оцена стања угрожености
Штете на корену, деблу и лишћу услед механичких повреда, фитопатолошких обољења, напада глодара, аерозагађења, нису уочене. Здравствено стање и виталност су одлични. Декоративна вредност је оцењена првим степеном. Стабло је у одличном стању, крошња је правилно развијена, потпорни стубови су постављени. 
Стручна оцена платана је „изразита стабилност и дуга животна перспектива“.

## Историјат заштите
Споменик природе „Платан код Милошевог конака“ је заштићен Решењем Скупштине општине Савски венац из Београда број 352/372/79-III-03 од 1. 1. 1979. године.